# توكوساتسو

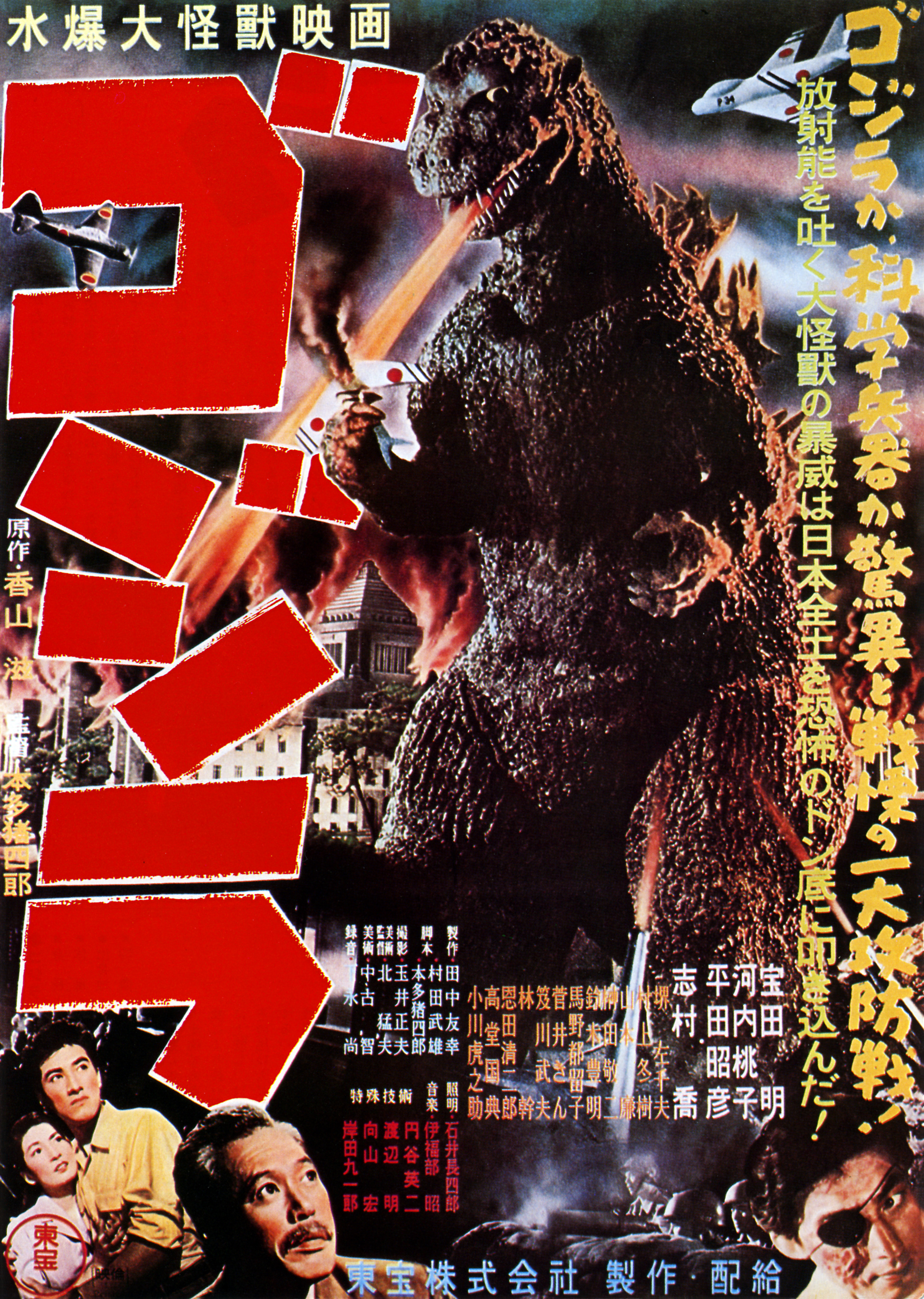
غودزيلا عام 1954. يستمر استخدام التقنيات التي طورها إيجي تسوبورايا لصالح استوديوهات توهو في صناعة الأفلام والتلفزيون في توكوساتسو.

توكوساتسو (اليابانية: 特 撮 والتي تعني «تصوير خاص») هو مصطلح ياباني لفيلم الحركة الحية أو الدراما التلفزيونية التي تستخدم المؤثرات الخاصة بكثرة. غالبًا ما تقوم هذه النوعية من التصوير الخاص مع الخيال العلمي أو الفانتازيا أو الرعب، لكن الأفلام والبرامج التلفزيونية في الأنواع الأخرى يمكن أن تعتبر أحيانًا توكوساتسو أيضًا. تشمل أشهر أنواع توكوساتسو أفلام كايجو مونستر مثل سلسلة أفلام غودزيلا وجاميرا ؛ المسلسلات التلفزيونية التي تحتوي علي القوي الخارقة مثل سلسلة الدراج المقنع و البطل المعدني ؛ ودراما الآلات مثل جاينت روبو و الآلي الخارق البارون الأحمر . تجمع بعض برامج التلفزيونية بين العديد من هذه الأنواع الفرعية، على سبيل المثال سلسلة ألترا مين و سوبر سنتاي وجرانسيزر و... غيرها .
تعد التوكوساتسو واحدة من أكثر أشكال الترفيه اليابانية شيوعًا، ولكن على الرغم من شعبية هذه النوعية من الأفلام والبرامج التلفزيونية القائمة على التوكوساتسو مثل غودزيلا أو سوبر سنتاي، فإن نسبة صغيرة فقط من أفلام التوكوساتسو والبرامج التلفزيونية من هذه النوعية معروفة على نطاق واسع سواء داخل قارة آسيا أو خارجها

## التاريخ
تعود أصول توكوساتسو إلى المسرح الياباني المبكر، وتحديداً في مسرح الكابوكي (الذي يمتاز بمشاهد الحركة والقتال) وفي مسرح الدمي المعروف بـأسم الـبونراكو، التي استخدمت بعضًا من أقدم أشكال المؤثرات الخاصة، وتحديداً الدمى. ومع ذلك، لم يبدأ مفهوم الـتوكوساتسو الحديثة في التبلور حتى أوائل الخمسينيات من القرن الماضي،[بحاجة لمصدر] مع الولادة المفاهيمية والإبداعية لغودزيلا، أحد أشهر الوحوش (الـكايجو) في كل العصور.
يعد فنان المؤثرات الخاصة إيجي تسوبورايا والمخرج إيشيرو هوندا هما القوة الدافعة وراء أخراج فيلم غودزيلا بهذا الفن الرائع عام 1954. حيث أستوحي تسوبورايا وصاغ مؤثراته من الفيلم الأمريكي كينغ كونغ حيث نقل العديد من التقنيات التي من شأنها أن تصبح عناصر أساسية في هذا النوع، مثل ما يسمى الملاءمة - استخدام ممثل بشري في زي لكي يلعب دور الوحش العملاق - جنبًا إلى جنب مع استخدام المنمنمات مثل المدينة المصغرة. حيث غيّر غودزيلا إلى الأبد مشهد الخيال العلمي والفانتازيا والسينما اليابانية من خلال خلق رؤية يابانية فريدة في نوع فريد كانت فيه السينما الأمريكية هي المهيمن.
في عام 1954، كان لغودزيلا الفضل الأكبر في أطلاق نوع الكينجي في اليابان المسمى Monster Boom «و التي تعني الوحش المتعاظم أو الوحش الضخم»، والذي ظل شائعًا للغاية لعدة عقود، مع وجود شخصيات مثل غودزيلا وغاميرا والملك جيدوبارا وتعد المذكورة أعلاه في مقدمة السوق. ومع ذلك، أنتج أستديو شينتوهو في عام 1957 أول مسلسل سينمائي يظهر فيه شخصية البطل الخارق العملاق الخارق، مما يشير إلى تحول في الشعبية التي فضلت الأبطال المقنعين على الوحوش العملاقة المسماة Henshin Boom «هانشين بوم أو البطل العظيم» التي بدأتها سلسلة الدراج المقنع. جنبا إلى جنب مع أنيمي الفتي أسترو ، كان لمسلسلات سوبر جاينت أو العملاق الخارق تأثير عميق وساهم بنقلة كبيرة في عالم الـتوكوساتسو . في العام التالي، تم عرض فيلم قناع ضي القمر أو مون لايت ماسك لأول مرة، وهو الأول من بين العديد من الأعمال الدرامية للأبطال الخارقين المتلفزة والتي من شأنها أن تشكل أحد أشهر أنواع أفلام التوكوساتسو الفرعية. تم إنشاؤه بواسطة كوهان كاواوتشي، وتابع نجاحه مع عروض البطل الخارق، قناع سبعة ألوان (1959) بطولة الشاب سوني تشيبا.
سبقت هذه الإنتاجات الأصلية أول مسلسل تلفزيوني ملون توكوساتسو ، السفير ماجما وألترامان ، الذي بشر بنوع كيوداي هيرو، حيث ينمو بطل الرواية بالحجم العادي إلى نسب أكبر لمحاربة الوحوش الكبيرة بنفس القدر. تضمنت عروض الأبطال الخارقين في توكوساتسو الشهيرة في السبعينيات مثل الدراج المقنع (1971)، محارب حب قوس قزح (1972)، سوبر سنتاي (1975).

## التقنيات

### تقنية الملاءمة
الملائمة (باليابانية : スーツメーション و تُنطق باليابانية : سُتسومِشون) يحدد العملية في أفلام توكوساتسو والبرامج التلفزيونية المستخدمة لتصوير وحش باستخدام البدلة. الأصل الدقيق للمصطلح غير معروف. على الأقل، تم استخدامه للترويج لبدلة غودزيلا من عودة غودزيلا.[بحاجة لمصدر]

## الامتيازات والإنتاج
تتميز المنتجات العديدة لسلسلة توكوساتسو بمواضيع عامة مشتركة بين المجموعات المختلفة.

### الكايجو
كايجو (باليابانية 怪獣، تعني حرفياً "وحش غامض") تتميز المنتجات بشكل أساسي بالوحوش أو الوحوش العملاقة (باليابانية 大 怪 獣 داي كايجو). تتضمن هذه السلسلة ألترا كيو وسلسلة أفلام غودزيلا وسلسلة غاميرا وسلسلة دايماجين وأفلامًا مثل موثرا وحرب الجارجانتوات والأكس من الفضاء الخارجي (باليابانية 宇宙 大 怪 獣 ギ ラ ラ وتنطق باليابانية: أوتشو داي كايجو جيرارا).

### كايجين
كايجين (باليابانية 怪人، و تعني حرفياً "الشخص الغامض") تتميز المنتجات بشكل أساسي بالأشرار الخارقين كشخصيتهم المركزية. وهذا يشمل أفلام مثلسر تيليجان, الإنسان البخاري, أتش مان, نصف البشري , و توميّ نينجين.

### الامتيازات الشعبية
.

### الولاء والمحاكاة الساخرة
في عام 2001، أنتجت Buki X-1 Productions ، وهي شركة إنتاج فرنسية قائمة على المعجبين، سلسلتها الخاصة، جوشي سينتاي فرنس فايف (تسمى الآن شين كينجوشي فرنش فايف)، تكريمًا لسلسلة Toei طويلة المدى سوبر سانتي. المسلسل التلفزيوني منخفض الميزانية كينجو بيج باتل يسخر مباشرة من أفلام الوحش والأبطال الخارقين والمسلسلات من خلال غمر شخصياتهم بالملابس في مباريات المصارعة المحترفة بين مباني الكرتونية. في عام 2006، ظهر مايتي موشين أيمو رينجرز لأول مرة على الإنترنت باعتباره محاكاة ساخرة لـ باور رينجرز ، ولكن سرعان ما حصلت قناة MTV UK علي حقوق بثه وحقق شهرة كبيرة. في عام 2006، أنتج الفانز البرازيليون سلسلة الأنمي Insector Sun تكريمًا منخفض التكلفة لسلسلة الدراج المقنع.
بيتن ريد، مخرج سلسلة انت مان في عالم مارفل السينمائي، وقال إن تصميم أنت مان متأثر بشكل كبير باثنين من الأبطال الخارقين اليابانين وهما الترامان وأنفرامان.